# Дрізд тайванський
Дрізд тайванський (Turdus niveiceps) — вид горобцеподібних птахів родини дроздових (Turdidae). Ендемік Тайваню. Раніше вважався підвидом мінливоперого дрозда, однак був визнаний окремим видом.

## Опис
Довжина птаха становить 22 см. На відміну від мінливоперого дрозда, тайванському дрозду притаманний статевий диморфізм. У самців верхня частина тіла чорна, голова і горло білі, нижня частина тіла переважно тьмяно-руда, верхня частина грудей чорнувата. Самиці мають більш тьмяне забарвлення, спина у них коричнева, голова сірувато-коричнева, за очима білі смуги, горло у верхня частина грудей охристі, поцятковані коричневими смужками, решта нижньої частини тіла тьмяно-руда. Дзьоб і лапи жовті.

## Поширення і екологія
Тайвансьеі дрозди мешкають у вологих гірських тропічних лісах в центральній частині Тайваню. Зустрічаються на висоті від 1800 до 2500 м над рівнем моря. Живляться різноманітними дрібними безхребетними, а також насінням і ягодами.